# 로버트 L. 레이몬드
로버트 L. 레이몬드(Robert Lewis Reymond, 1932년 10월 30일- 2013년 9월 20일)은 개혁주의 조직신학자였다.
로버트 L. 레이몬드는 플로리다에 있는 낙스신학교 학장을 역임하였으며, 조직신학교수였다. 그는 세인트루이스에 위치한 커버넌트신학교에서 20년 이상 가르쳤고, 해외 여러 곳에서 널리 강의해 왔다. 그는 A New Systematic Theology of the Christian Faith (1998; 2nd edition, 2002) ,「위클리프 성경 대백과사전」(Wycliffe Bible Encyclopedia), 「복음주의 신학적 사전」(Evangelical Dictionary of Theology), 「복음주의 성경 사전」(Evangelical Dictionary of Bible) 등의 편찬 작업에 참여했고, 저서로 「현대신학 입문」(Introductory Studies in Contemporary Theology), 「계속되는 계시와 기적의 관계」(What About Continuing Revelations and Miracles in the Presbyterian Church Today?), 「개혁주의 변증학」(The Justification of Knowledge, 이승구 옮김, CLC), 「신적 메시아 예수 : 구약」(Jesus Divine Messiah: The New Testament Witness) 등이 있다.

## 학력 및 이력
- 밥 존스 대학교에서 학사, 석사, 박사학위 취득
- 1967년 개혁장로교단(Reformed Presbyterian Church)에서 목사안수

- 세인트루이스에 위치한 커버넌트 신학교와 플로리다의 낙스 신학교에서 교수.
- 1983년 미국장로교(PCA)로 교단 이동.
- 2008년 정통장로교회(OPC)에서 설교목사.

## 비판
그는 그리스도가 영원히 태어났다거나 성령이 성부와 성자로부터 영원히 나왔다는 의미가 전혀 없다고 부인합니다. 성자의 고유한 자기 신성을 확신하는 레이몬드는 그의 저서 최신조직신학 초판에서 영원 생성설에 대하여 구별되는 속성을 명확하게 하는데 제1차 니케아 공의회가 너무 지나쳤다는 결론이 비성경적이며 깊이 고찰되지 않았다고 주장하였다. 또한 그는 존 칼빈 역시 아들의 영원한 생성 교리를 그의 본질적 정체성, 즉 그의 아들됨과 관련하여 사실이라고 주장하면서 니케아 신경의 주장의 강조점을 바꾸었다고 보았다. 이후 개혁주의자들은 칼빈의 설명을 이어갔다고 주장하였다. 또한, 웨스트민스터 신앙고백이 니케아 신경를 따르기 원했으며, 칼빈의 논술과는 밀접한 관련이 있다고 주장하였다. 이런 글에 대해 많은 반발이 거세지자, 그는 수정본인 2판을 내었다. 비판자 중에 로버트 레담은 그에 글이 형편 없다는 강한 비판을 하였다.

## 저서
- New Systematic Theology of the Christian Faith(Thomas Nelson,1998)
- Paul Missionary Theologian (2003), Jesus Divine Messiah (2003).
- John Calvin (2004)
- Contending for the Faith: Lines in the Sand That Strengthen the Church (2005)
- The God-Centered Preacher
- The Reformation's Conflict with Rome: Why It Must Continue
- What is God, and The Lamb of God.

### 번역된 저서
- 최신 조직신학, 나용화, 손주철 안명준, 조영천 공역 (기독교 문서선교회, 2010)
- 개혁주의 기독론 (나용화 역, 기독교 문서선교회, 2017)
- 기독교 신론: 하나님의 완전성에 대한 탐구 (조영천 옮김, 기독교 문서선교회, 2009)
- 개혁주의 변증학 (이승구 옮김, 기독교 문서선교회,2016)

1. ↑  Torrey, Robert Reymond on the Eternal Generation of the Son[깨진 링크(과거 내용 찾기)]
2. ↑  Fesko, J. V., 1970-. 《The theology of the Westminster standards : historical context and theological insights》. Wheaton, Illinois. 173쪽. ISBN 978-1-4335-3311-2.